# Jund Ansar Allah
Jund Ansar Allah (جند أنصار الل) är en väpnad, salafistisk islamistorganisation som är verksam i de palestinska områdena.
Gruppen blev känd i juni 2009 när en del av dess anhängare, varav några till häst, attackerade en israelisk militärpostering.
Den 14 augusti samma år utropade Jund Ansar Allahs andlige ledare, schejk Abd al-Latif Musa ett islamistiskt emirat med sharia-lagar, vid Gazaremsans gräns mot Egypten.
Hamas svarade med massiva attacker i vilka 24 människor, inklusive Musa, dödades.